# Medardo
Medardo  è un nome proprio di persona italiano maschile.

## Varianti
- Maschili: Metardo
  - Ipocoristici: Dardo
- Femminili: Medarda[2]

### Varianti in altre lingue
- Catalano: Medard[3]
- Ceco: Medard
- Francese: Médard[2]
- Germanico: Machthard[2], Mechtard[3]
- Latino: Medardus[1]
- Lussemburghese: Médard
- Olandese: Medardus
- Polacco: Medard
- Slovacco: Medard
- Sloveno: Medard
- Spagnolo: Medardo[3]
- Tedesco: Medard
- Ungherese: Medárd

## Origine e diffusione

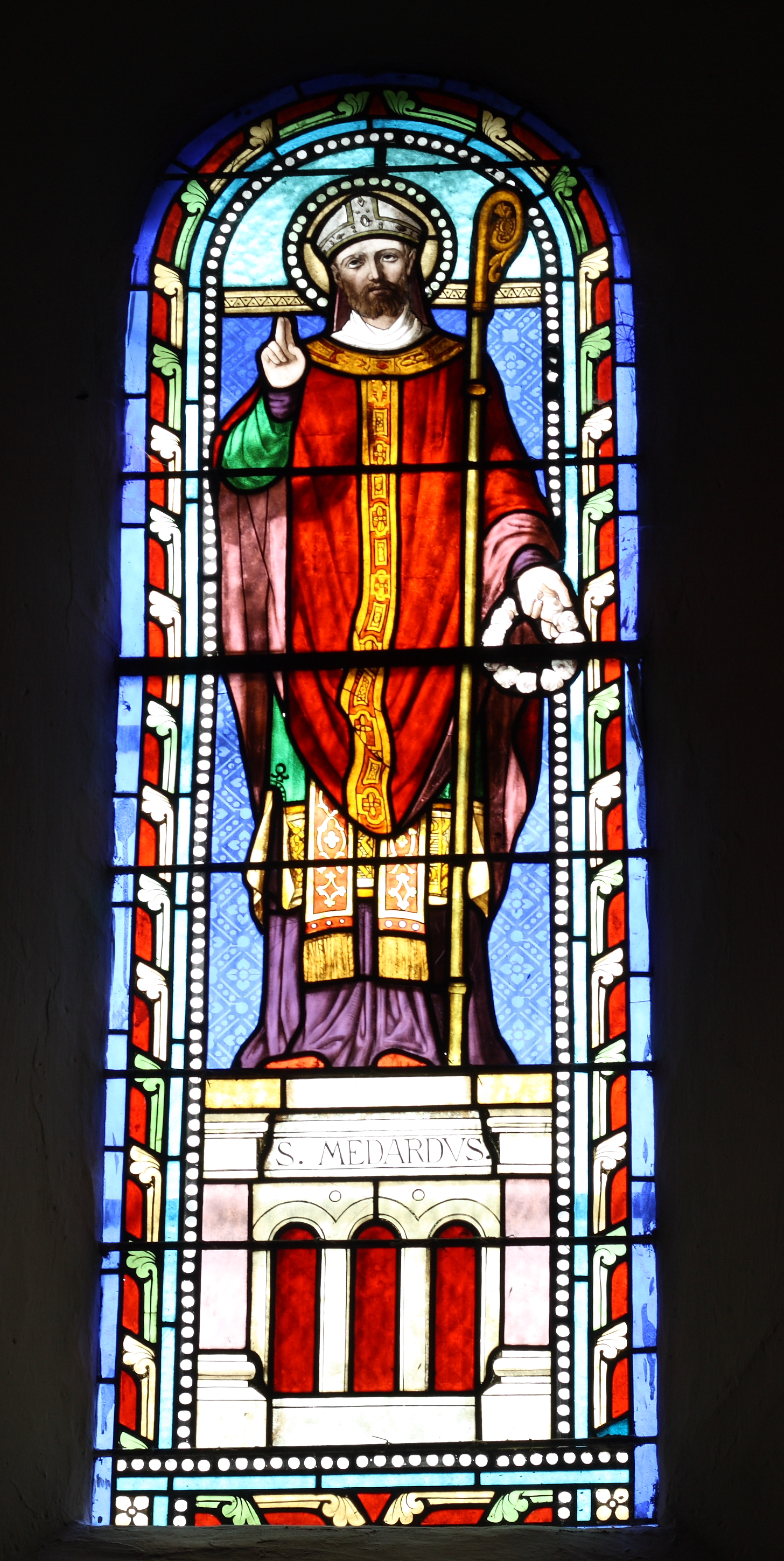
San Medardo in una vetrata della chiesa di Notre-Dame a Piégros-la-Clastre

Trae la sua origine dal nome germanico Machthard, giunto in italiano tramite il francese Médard; è composto dalle radici macht ("forza", "possanza") e hard ("coraggioso", "valoroso"). Il significato complessivo può essere interpretato come "forte nel potere", "governante forte".

## Onomastico
L'onomastico ricorre l'8 giugno in ricordo di san Medardo, vescovo di Noyon.

## Persone
- Medardo di Noyon, vescovo franco
- Medardo Rosso, scultore italiano
- Medardo Fantuzzi, ingegnere italiano
- Medardo Joseph Mazombwe, cardinale e arcivescovo cattolico zambiano

### Variante Médard
- Médard Chouart des Groseilliers, esploratore francese
- Médard Zanou, calciatore beninese

## Il nome nelle arti
- Il visconte Medardo di Terralba è il protagonista del romanzo di Italo Calvino Il visconte dimezzato.